# El Maresme-Fòrum (métro de Barcelone)
El Maresme | Fòrum est une station de la ligne 4 du métro de Barcelone.

## Situation sur le réseau
La station est située sous la rue Llull (Carrer Llull), sur le territoire de la commune de Barcelone, dans le district de Sant Martí. Elle s'intercale entre Selva de Mar et Besòs Mar.

## Histoire
La station est ouverte au public en 2003, dans le tunnel en service depuis 1982 pour le prolongement entre Selva de Mar et La Pau. Elle facilite l'accès au parc du Forum universel des cultures, qui se tient l'année suivante à Barcelone.

## Services aux voyageurs

### Accès et accueil
La station dispose de deux voies et deux quais latéraux.

### Intermodalité
La station est reliée en surface à la ligne T4 du Trambesòs.

## À proximité
La station est située à proximité du musée des sciences naturelles, du centre commercial Diagonal Mar, du parc du Forum et du mémorial du camp de la Bota.